# Claus Bue

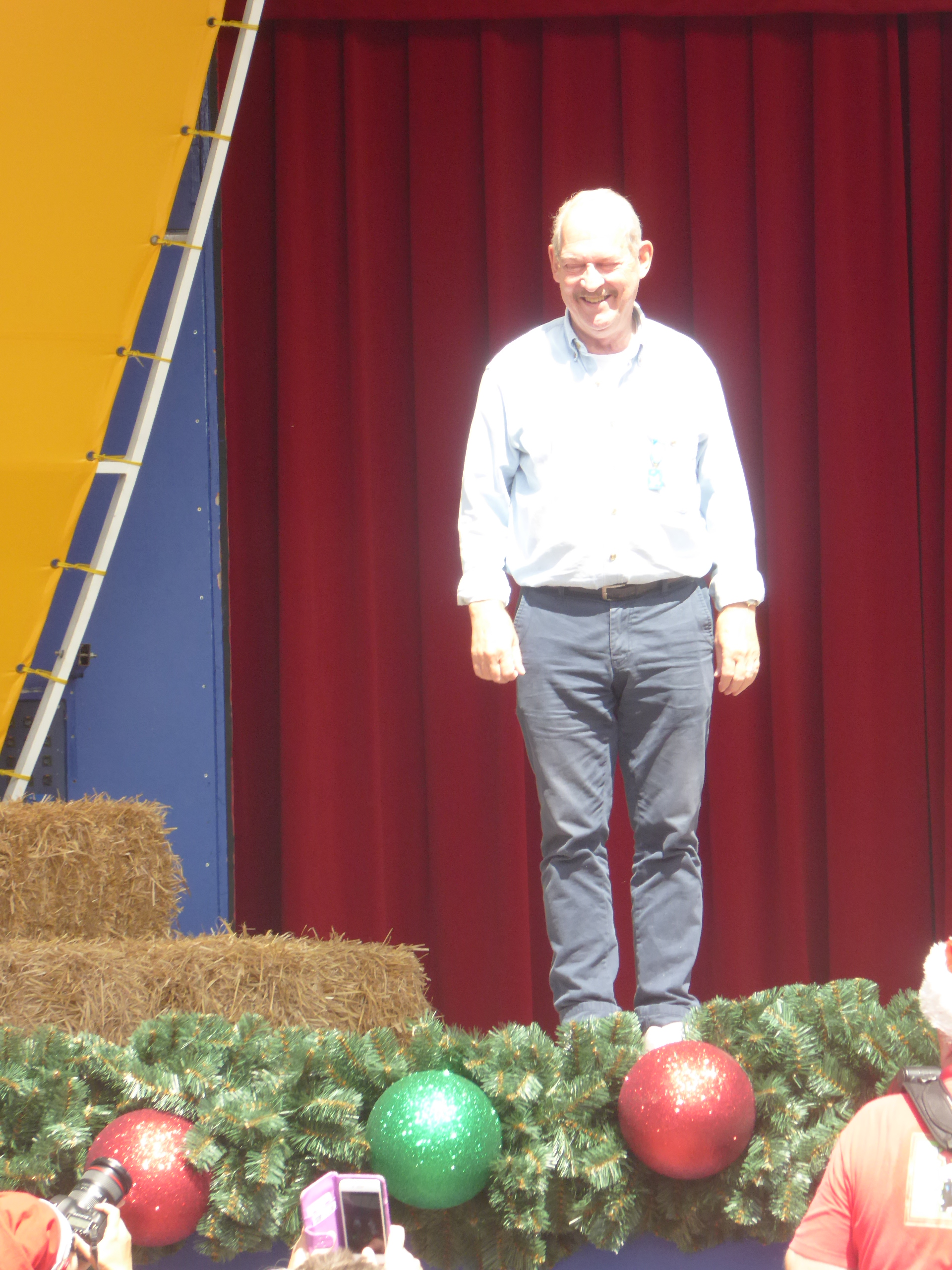
Claus Bue, 2016.

Claus Bue, född den 4 juli 1947, är en dansk skådespelare och regissör. Han är gift med skådespelerskan Rikke Wölck.
Claus Bue utbildade sig på Statens Teaterskole i Frederiksberg och tog examen 1972. Han har medverkat i flera filmer, mest i biroller.
Som skådespelare har han bland annat arbetat på Det Kongelige Teater, Det Danske Teater, Turnus Teatret, Det Lille Teater, Teater Grob, Nørrebro Teater, Grønnegårds Teatret, Café Teatret och Svalegangen. Vad beträffar föreställningar har han bland annat medverkat i Den rødhårede starut (2004), Historier på loftet (2006), Den førstefødte (2004), Hvis (2006), Let’s Kick Ass (2005), Richard III (2006), Bunbury (2007) och Glengarry Glen Ross (2009).
Från TV är han ihågkommen framför allt från serier som Landsbyen, Mørklægning, TAXA, Mordkommissionen, Hotellet, Krönikan och Absalons hemmelighed samt underhållningsprogrammet Så hatten passer. Han förekom också i några avsnitt i rollen som Fredriks terapeut i den svenska serien c/o Segemyhr (säsong 3).

## Filmografi

### Filmer
- Skal vi danse først? (1979)
- Undskyld vi er her (1980)
- Isfugle (1983)
- Bananen - skræl den før din nabo (1990)
- Bare løgn! (1991)
- Sofie (1992)
- Krummerne 2 - Stakkels Krumme (1992)
- Det forsømte forår (1993)
- De frigjorte (1993)
- Roser og persille (1993)
- Sort høst (1993)
- Vildbassen (1994)
- Krummerne 3 - Fars gode idé (1994)
- Bella, min Bella (1996)
- Sunes familie (1997)
- Olsen-bandens sidste stik (1998)
- Kærlighed ved første hik (1999)
- Anja og Viktor (2001)
- Olsen-banden Junior (2001)
- Min søsters børn i sneen (2002)
- Bertram & Co. (2002)
- Lykkevej (2003)
- Askepop - the movie (2003)
- Anja efter Viktor (2003)
- Zafir (2003)
- Anklaget (2005)
- Af banen! (2005)
- Lotto (2006)
- Krummerne - Så er det jul igen (2006)
- Hvordan vi slipper af med de andre (2007)
- Næste skridt (2007)
- Idealisten (2015)

### TV-serier
- Landsbyen (1995)
- Madsen og co. (1996)
- Taxa (1997-99)
- C/o Segemyhr (1999)
- Hotellet (2000)
- Mordkommissionen (2000)
- Bamses Billedbog (2000-01)
- Krönikan (2005-06)
- Brottet (2007)
- Sommer (2008)

### Julkalendrar
- Andersens julehemmelighed (1993)
- Alletiders Julemand (1997)
- Brødrene Mortensens jul (1998)
- Absalons hemmelighed (2006)